# Filipa Gonçalves
Filipa Gonçalves (Lisboa, 2 de Abril de 1980) é uma modelo e actriz portuguesa. 
Em 2010, foi galardoada com o «Prémio Arco-íris», da Associação ILGA Portugal, pelo seu contributo, com o livro Obviamente Mulher, na luta contra a discriminação em função da identidade de género.

## Carreira
Com 1,80 metro de altura, Filipa é modelo desde 1999, fazendo parte do time da agência portuguesa DXL Models por muito anos. Como modelo atua sobretudo em desfiles e editoriais de moda para diversas marcas e costureiros, sobretudo portugueses.
Como atriz, participou da série Camilo e Filho (2000), nalguns vídeos para o antigo programa da SIC Sex Appeal, foi ainda concorrente na segunda edição do concurso da TVI Quinta das Celebridades, e participou no Você na TV!. Filipa foi ainda concorrente do programa da SIC Splash! Celebridades.

## Vida pessoal
Filha mais nova do conhecido futebolista do Benfica, o ex-jogador Nené, e da sua esposa Iria, aos três anos Filipa já ia a psicólogos e psiquiatras devido à sua disforia de género. Aos treze anos, fugiu de casa com uma amiga, mas as duas foram interceptadas pela polícia. Segundo  ela, durante a puberdade, o desenvolvimento do seu corpo não seguiu um padrão masculino. Mulher transgénero, iniciou seu processo de transição aos 16 anos e submeteu-se à cirurgia de redesignação sexual genital, aos 18 anos, em 1999.
Em setembro de 2005, a modelo esteve no Brasil, em companhia do colega Alexandre Frota, que também participou de A quinta das Celebridades.
Solteira, Filipa Gonçalves mora no bairro de Benfica, em Lisboa.